# Sydne Rome
Sydne Rome (Akron, Ohio, USA, 1951. március 17.) Olaszországban élő és dolgozó amerikai fotómodell, filmszínésznő, televíziós személyiség. Keresztnevét gyakran írják (hibásan) Sydney-nek vagy Sidney-nek.

## Élete

### Színészi pályája
Az Ohio állambeli Akronban született, zsidó nagypolgári családban. Upper Sandusky városban nőtt fel. Apja egy Akronban működő műanyagipari vállalatcsoport vezérigazgatója volt. Sydne-nek egy húga volt, Lisa Moira Rome (1957–2019), aki a 70-es években Julia Lyndon néven a Playboy modellje lett. Sydne színésznő akart lenni, Európában csinált karriert. 1969-ben a Some Girls Do című angol akció-vígjátékban debütált színésznőként. Később Olaszországba költözött, és könnyű olasz vígjátékokban szerepelt. Leggyakrabban a szőke, kékszemű, szexis, látszólag ártatlan amerikai lánytípust játszotta, aki Európában különféle kalandokba keveredik. Sikeres szerepeket kapott spagettiwesternekben is. Megjelent néhány német gyártmányú mozifilmben és tévéfilmben is.
Modellkedett is, fotói 1975-ben, 1980-ban e 1982-ben megjelentek a Playboyban.
Nagy sztárokkal együtt játszott főszerepeket: Pierre Granier-Deferre francia rendező 1974-es A hatalom urai (Creezy) c. filmjében ő volt a címszereplő, Alain Delon és Claude Rich mellett; Christopher Miles angol rendező 1975-ös Szerelmi hadviselés c. komédiájában Roger Moore és Shelley Winters társaságában; Claude Makovski és Nelly Kaplan misztikus filmdrámájában, a Veszélyesen élni-ben Annie Girardot-val és Claude Brasseurrel (1975); René Clément A gyerekfelügyelő c. bűnügyi filmjében Maria Schneiderrel és Robert Vaughnal (1975). David Hemmings főszerepet adott neki 1978-as Dzsigoló című társadalomkritikai drámájában, Kim Novak és David Bowie mellett. 1982-ben Moszkvában filmezett Szergej Bondarcsuk rendező Láttam az új világ születését című történelmi filmjében, ahol Franco Nero alakította az alapmű íróját, John Reed újságírót, Rome pedig Reed feleségét, Louise Bryant amerikai feminista aktivistát.
José María Forqué spanyol rendező 1986-as életrajzi filmjében José Carreras partnere volt.
Az 1980-as évek elejétől kezdve rákapott az aerobikra. Bemutató és tanuló videófilmjeivel hírnevet szerzett, Jane Fondához hasonlóan a sportág valóságos „apostolává” vált. Aerobic Fitness Dancing című zenés nagylemezét Frank Fariannal közösen vette fel, német, angol, spanyol és olasz nyelven. Énekesnőként 1980-ban felvette az „Angelo prepotente” című olasz nyelvű kislemezét, melyet angol („For You”) és német („Wozu”) változatban is felénekelt és kiadott. Lemezre énekelte Marty Balin „Hearts” című slágerdalát is. Az 1990-es évektől olasz tévéfilmekben és tévésorozatokban szerepelt rendszeresen.
A 2000-es évek elején néhány fajsúlyosabb drámai filmszerepet is kapott: a Lourdes című filmben (2000) Maria Terézia nővért, a Casciai Szent Rita (Rita da Cascia) tévéfilmben (2003) egy mélyen vallásos asszonyt alakított. Az Edda című 2005-ös életrajzi filmdrámában, mely Mussoliniről (Claude Brasseur) és a Ciano-családról szólt, Carolina Cianót, Galeazzo Ciano külügyminiszter (Massimo Ghini) anyját, a címszereplő Edda Mussolini (Alessandra Martines) anyósát alakította. Több évadon át szerepelt A Guldenburgok öröksége sorozatban.
2009-ben egy autóbaleset során az arcába robbanó légzsák miatt arca súlyosan megsérült. Arcának egyik fele két éven át lebénulva maradt. A helyreállító műtétek és kezelések ellenére a sérülések nyomai megmaradtak. Ezt követően Rome filmes szereplései megritkultak.

### Magánélete
1973-ban Emilio Lari olasz fotográfushoz ment férjhez, aki ismertséghez és hírnévhez segítette. Ifjú korában Rome-nak több hírességgel, köztük David Bowie-val és Julio Iglesiasszal is volt viszonya.
Miután első férjétől elvált, 1987-ben Rome áttért a római katolikus vallásra, és feleségül ment Roberto Bernabei (*1952) olasz orvos-gerontológushoz, Ettore Bernabei (1921–2016) filmproducer fiához. A házaspár Rómában élt, két leányuk született, Jessica és Vanessa Bernabei. Rome férje később a Gemelli klinika professzora és 2021-től Ferenc pápa személyes orvosa lett.

## Főbb filmszerepei
- 1969: Some Girls Do; Flicky
- 1969: Élve, de inkább holtan (Vivi o preferibilmente morti); Rossella Scott
- 1970: La ragazza di latta; bádoglány
- 1970: Ciao Gulliver; Gloria
- 1972: Vadnyugati bankrablók (Così sia); Dorothy
- 1972: Le ultime ore di una vergine; Laura
- 1972: Micsoda? (Che?); Nancy (rend. Roman Polański)
- 1973: Reigen; pincérlány
- 1974: La sculacciata; Elena
- 1974: A hatalom urai (La race des ’seigneurs’); Creezy
- 1975: L’assassino è costretto ad uccidere ancora; az első áldozat
- 1975: El clan de los inmorales; Anne
- 1975: Szerelmi hadviselés (That Lucky Touch); Sophie
- 1975: Veszélyesen élni (Il faut vivre dangereusement); Lorraine
- 1975: A gyerekfelügyelő (La baby sitter); Ann
- 1975: Umarmungen und andere Sachen; Jennifer
- 1976: 40 gradi all’ombra del lenzuolo; Marcella Fosne
- 1976: Folies bourgeoises; Nathalie  (rend. Claude Chabrol)
- 1977: A rém (Il mostro); Dina (rend. Luigi Zampa)
- 1977: Moi, Fleur bleue; Sophie Tristan
- 1978: Dzsigoló (Schöner Gigolo, armer Gigolo / Just a Gigolo); Cilly
- 1980: L’uomo puma; Miss Jane Dobson
- 1980: A tutto gag; tévésorozat; Hostess/Önmaga
- 1981: Looping; Tanja
- 1982: Láttam az új világ születését (Krasnye kolokola, film vtoroy - Ya videl rozhdenie novogo mira); Luisa Braiant
- 1984: Quo vadiz?; tévésorozat; több szerepben
- 1986: Az utolsó románc (Romanza final/Gayarre); Alicia
- 1990: A győzelem színe (Il colore della vittoria); tévéfilm; Maria Rosa Ciccone
- 1987–1990: A Guldenburgok öröksége (Das Erbe der Guldenburgs); tévésorozat; Carina de Angeli
- 1990: Eduard és lányai (Edouard et ses filles); tévésorozat; Barbara
- 1994: A tóparti ház (Die Hütte am See); tévésorozat; több szerepben
- 1994: Az éjszaka árnyai (In the Heat of the Night); tévésorozat; Geli Bendl / Gilda Burrows
- 1994: Beckmann & Markowski - Tödliches Netz; tévéfilm; Karin Jensen
- 2000: Lourdes: Szent Bernadett legendája (Lourdes); Marie-Thérèse nővér
- 2000: Pio atya: Ég és föld között (Padre Pio: Tra cielo e terra); tévéfilm; Barbara Ward
- 2002: Papa Giovanni Ioannes XXIII; tévésorozat; Rada Krusciova
- 2004: Casciai Szent Rita (Rita da Cascia); tévéfilm; Amata Lotti
- 2005: Edda; tévéfilm; Carolina Ciano
- 2005: Péter, a kőszikla (San Pietro); Fulvia
- 2005: Callas e Onassis; tévésorozat; Elsa
- 2007: A rejtekhely (Il nascondiglio); Mrs. Wittenmeyer
- 2009: Enrico Mattei – L’uomo che guardava al futuro; tévéfilm; Claire Booth Luce
- 2010: Il figlio più piccolo; Sheyla
- 2011: A lányok jó szíve (Il cuore grande delle ragazze); Enrichetta
- 2012: Angela nővér nyomoz (Che Dio ci aiuti); több szerepben
- 2013: Anna Karenina; tévé-minisorozat; Jekatyerina „Kitty” Scserbatszkaja hercegnő
- 2015: Az ellentétek vonzzák egymást (Poli opposti); névtelen
- 2001–2022: Don Matteo; tévésorozat; Susi Dallara / Marisa Morante
- 2023: La quattordicesima domenica del tempo ordinario; Sandra anyja
- 2023: Palace Hotel; Mrs. Robinson

## További információ
- Sydne Rome a Facebookon
- Sydne Rome a PORT.hu-n (magyarul)
- Sydne Rome az Internetes Szinkronadatbázisban (magyarul)
- Sydne Rome az Internet Movie Database-ben (angolul)
- Sydne Rome a Rotten Tomatoeson (angolul)
- Sydne Rome az AlloCiné weboldalán (franciául)
- Sydne Rome Profile (angol nyelven). famousfix.com. (Hozzáférés: 2024. március 25.)
- Sydne Rome (német nyelven). Filmdienst.de